# コイチャヒメウズムシ
コイチャヒメウズムシ (Mesostoma personatum) とは、扁形動物門 有棒状体綱 棒腸目 バラクチヒメウズムシ科 Mesostoma属に属する自由生活性の扁形動物門の一種。

## 概要
- 成体の体長は、3 - 4 mm程度であり、焦げ茶色の体色を有するために、2眼は見えにくい[2][3]。
- 日本においては、主として水田で見つかり、水稲株周辺の水面に多く生息している[2][4]。
- 頭部の先端にある粘着器官でミジンコやユスリカなどの節足動物を捕らえ、腹面中央にある口から咽頭を出して獲物の内部を食べる[2][3]。
- 棒腸目では珍しく、鶏のレバーも食べる[5]。
- 旧世界および北米に分布する[2]。
- 分類は、分子系統学による記載に従った[6]。